# おけわんこ
おけわんこ（ラテン文字表記：OKEWANKO）は、2010年に桶狭間の戦いから450年目を記念して桶狭間古戦場保存会が制作したマスコットキャラクター（ゆるキャラ）である。

## 概要
「桶狭間の戦い」は1560年、約2万5千人の圧倒的な軍勢を引き連れた今川義元に対し、その約10分の1程とも言われる軍勢で立ち向かった織田信長が、義元を討ち取り勝利したという日本の歴史上最も有名な戦いだが、その場所がどこであるか、どのような戦いであったかはほとんど知られていない。
このため、2009年に地元有志により「桶狭間古戦場保存会」が結成された。
会では桶狭間の歴史に関わる資料や周辺の史跡を維持・管理・清掃などのボランティア活動を行っており、全国的に有名なこの戦いを少しでも知ってもらうために、会長が提案し、自ら命名したマスコットキャラクターがこの「おけわんこ」である。
名前の由来は、おけ＝桶狭間、わんこ＝番犬を表している。番犬とは本来「家や財産を外敵から守り警護するために飼われる犬」の意味であるが、これを「桶狭間の歴史や史跡を守りをPRするために活動する犬」のニュアンスと重ね合わせて「おけわんこ」とした。

## 特徴
2010年5月16日に桶狭間古戦場公園内に建立された桶狭間の戦いの主人公である信長と義元の2体の銅像をモチーフとしている。
信長の像は長い槍を右手に持ち、義元の像は弓を左手に持っており、おけわんこも槍を持った織田バージョンと弓を持った今川バージョンの二つの姿がある。
【織田信長バージョン】
- 頭部：兜
- 武器：ほね棒（槍）
- お腹：おだの「お」
- マント：黒
- 家紋：織田木瓜

【今川義元バージョン】
- 頭部：烏帽子
- 武器：ほね弓（弓）
- お腹：いまがわの「い」
- マント：赤
- 家紋：丸に二引両

なお、歴史上の戦いの両雄が同じ場所で共に銅像となるのは日本では初めてのケースで、除幕式には公園内に1万人以上の見物客が訪れた。

## 歴史
- 2010年
  - 3月15日 - 「桶狭間の戦い450年」を記念して桶狭間古戦場保存会のマスコットキャラクターとして、〜桶狭間のいやし番犬〜「おけわんこ」が誕生する。
  - 5月16日 - 桶狭間古戦場まつりにておけわんこが着ぐるみデビューする。
  - 10月2日 - 名古屋城で開催されたゆるキャラ®まつりに参加
  - 10月17日 - 名古屋まつりのパレードにおいて「近世の曙隊」として参加、おけわんこがオープンカーに乗って名古屋市内を2日間に渡ってパレードした。
  - 10月24日 - 彦根市で開催されたゆるキャラ®まつりin彦根に参加

- 2011年
  - 11月 - ゆるキャラ®グランプリ2011　全国348体中29位
- 2012年
  - 11月 - ゆるキャラ®グランプリ2012　全国865体中18位
- 2013年
  - 11月 - ゆるキャラ®グランプリ2013　全国1580体中19位

## プロフィール
- 名 前： おけわんこ OKEWANKO
- 誕生日： 2010年3月15日 （1：わん 5：こ）
- 種 別： 犬、オス
- 出身地： 愛知県名古屋市緑区桶狭間
- 性 格： 桶狭間の戦いの話に引かれたわんこだが、平和主義でおだやか、人なつっこく弱虫
- 好 物： ポテチ・納豆
- 趣 味： 史跡めぐり（お散歩）・武将コスプレ
- 目 標： 桶狭間にたくさん来てもらうこと